# Nguyễn Công Mạnh
Nguyễn Công Mạnh (sinh ngày 8 tháng 6 năm 1982) là một cựu cầu thủ, huấn luyện viên chuyên nghiệp người Việt Nam, hiện đang dẫn dắt câu lạc bộ bóng đá Hồng Lĩnh Hà Tĩnh.

## Sự nghiệp cầu thủ
Nguyễn Công Mạnh trưởng thành từ lò đào tạo Sông Lam Nghệ An. Ông từng giành 3 chức vô địch U-21 Quốc gia giai đoạn 2000–2002 và thi đấu chuyên nghiệp tại Sông Lam Nghệ An từ năm 2011 đến 2013, góp phần vào đội vô địch V.League 1 năm 2011. Sau đó, ông chuyển sang Hùng Vương An Giang và giải nghệ vào năm 2014.

## Sự nghiệp huấn luyện
Từ năm 2019, Nguyễn Công Mạnh bắt đầu vai trò trợ lý tại Hồng Lĩnh Hà Tĩnh dưới thời các huấn luyện viên Phạm Minh Đức và Nguyễn Thành Công, để lại ấn tượng về chuyên môn và tư duy chiến thuật. Năm 2023, ông theo học và hoàn tất chứng chỉ AFC Pro, chứng chỉ cao nhất do Liên đoàn bóng đá châu Á cấp.

### Becamex Bình Dương
Tháng 12 năm 2024, Nguyễn Công Mạnh được bổ nhiệm làm huấn luyện viên trưởng của câu lạc bộ Becamex Bình Dương thay cho Hoàng Anh Tuấn. Ông có khởi đầu ấn tượng khi dẫn đội bóng vào bán kết Cúp Quốc gia, thắng 4 trận V-League đầu tiên. Nhưng ở giai đoạn lượt về, Becamex Bình Dương có chuỗi 6 trận chỉ hoà 1, thua 5. Ngày 19 tháng 4 năm 2025, ông xin từ chức với lý do "có lòng tự trọng" sau thất bại nặng nề 0–3 trước Hà Nội. Dù lần đầu lãnh đạo Bình Dương khuyên ở lại, sau đó tình hình không cải thiện, ông chính thức chia tay đội vào đầu tháng 5 năm 2025.

### Hồng Lĩnh Hà Tĩnh
Tháng 7 năm 2025, Hồng Lĩnh Hà Tĩnh bổ nhiệm Nguyễn Công Mạnh làm huấn luyện trưởng, kế nhiệm Nguyễn Thành Công.

## Danh hiệu
Sông Lam Nghệ An
- V.League 1: 2011